# Compianto su Cristo morto (Annibale Carracci)
Il Compianto su Cristo morto era un dipinto di Annibale Carracci, andato distrutto nel corso della seconda guerra mondiale.

## Storia del dipinto
Non si conoscono le circostanze di esecuzione del dipinto: la prima notizia che se ne possiede documenta che esso fu donato, nel 1616, da un notabile di Reggio Emilia alla basilica di San Prospero della stessa città. È comunemente accettata l'ipotesi che la tela fu realizzata per la stessa Reggio, dove il Carracci, sul finire degli anni ottanta del Cinquecento, fu molto attivo, eseguendo varie opere (nessuna più in loco).
Successivamente la tela reggiana entrò a far parte delle raccolte del duca di Orléans, custodite a Parigi nel Palais-Royal. 
Con la dispersione di questa collezione, conseguente alla Rivoluzione, l'opera, nuovamente messa sul mercato, approdò in Inghilterra, ove venne definitivamente collocata nella Brigewater House, residenza londinese del conte di Ellesmere, che aveva ereditato il dipinto (insieme all'intera raccolta nella quale, in Inghilterra, il Compianto era confluito). 
Nel maggio del 1941 la tela andò distrutta, con altre opere di Annibale Carracci conservate nella Brigewater House, durante un violento bombardamento tedesco sulla capitale britannica.
Del dipinto racconta, in termini elogiativi, Carlo Cesare Malvasia, a dire del quale sul Compianto di Reggio Emilia sarebbe intervenuto, per alcuni ritocchi ultimativi, anche Ludovico Carracci.

## Descrizione e stile

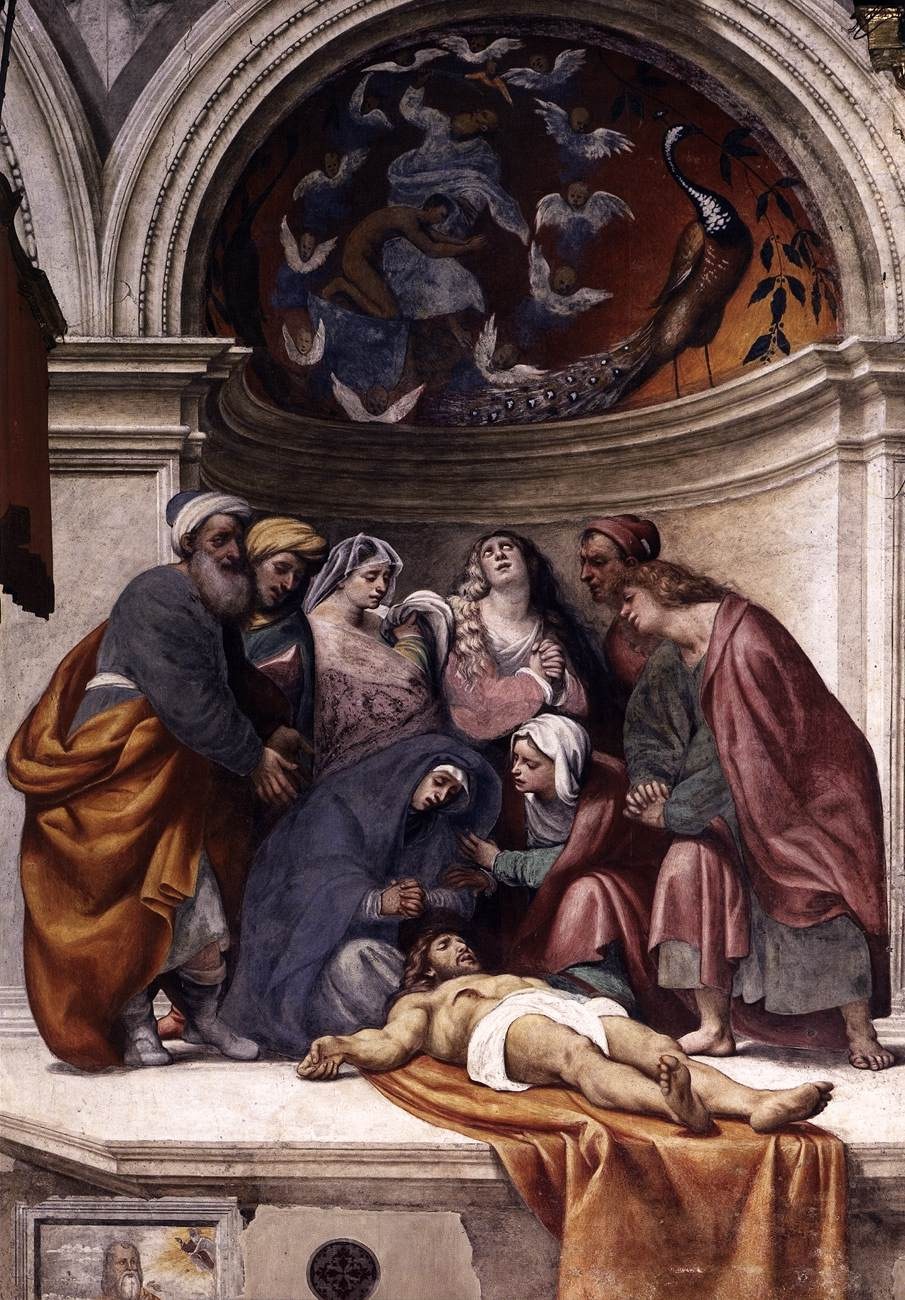
Il Pordenone, Deposizione, 1520-1521, Cremona, Duomo

Il tema della Pietà venne affrontato da Annibale molte volte nel corso della sua vicenda artistica. Tuttavia, il Compianto di Reggio, sul piano iconografico e compositivo, mostra un rilevante elemento di unicità rispetto alle altre versioni carraccesche dedicate al tema.
Nella tela di Reggio, infatti, Cristo è completamente disteso a terra, mentre, nelle altre prove di Annibale, Gesù è sempre sorretto dalla Vergine Maria, talora con l'aiuto di alcuni degli altri personaggi che parteciparono alla sua Passione.
Si tratta, in effetti, di un'opzione iconografica piuttosto rara in pittura, anche se un rilevante esempio in questo senso è fornito dall'affresco della  Deposizione facente parte del ciclo della Passione eseguito dal Pordenone, per il duomo di Cremona, tra il 1520 e il 1521. 
È un precedente, peraltro, con buone probabilità noto ad Annibale, che verosimilmente soggiornò a Cremona, città natale di suo padre. L'affresco del Pordenone, quindi, è un possibile modello del perduto Compianto di San Prospero.
Altre opere, però, sembrano aver avuto influenza più diretta su questa tela del Carracci. 
Infatti, se il tema del corpo di Cristo completamente disteso al suolo era piuttosto raro in pittura, esso era invece frequente nei gruppi scultorei in terracotta policroma di fine XV ed inizio XVI secolo, particolarmente diffusi nell'Italia del Nord e in Emilia in specie. 
Rilevanti esempi di tali composizioni – associati alla perduta tela di San Prospero – sono il Compianto di Niccolò dell'Arca, nella chiesa bolognese di Santa Maria della Vita, e quello di Guido Mazzoni della chiesa di San Giovanni Battista a Modena.
Da questi gruppi Annibale sembra aver mutuato, oltre alla posizione di Cristo, anche la forte carica emotiva che pervadeva il suo distrutto Compianto.
Nella composizione di Annibale Gesù giace a terra, su un sudario a sua volta poggiato su una lastra di pietra: è la pietra dell'unzione cui il corpo di Cristo sarà sottoposto, come era usanza tra gli ebrei del tempo, prima di essere inumato. Particolarmente efficace è il nudo del deposto, con ogni probabilità ripreso dal vero.  
La Maddalena ne sorregge delicatamente la mano sinistra e sembra accingersi a pulirne la ferita causata dal chiodo utilizzando una ciocca dei suoi capelli. 
La Vergine, invece, sta per svenire a causa del dolore e deve sorretta dalle altre pie donne. Il gruppo di Maria in deliquio sorretta dalle donne mostra assanonza con l'analoga raffigurazione visibile nel Commiato di Cristo dalla madre del Correggio.  
Sul lato opposto, san Giovanni evangelista esprime il suo sgomento allargando disperatamente le braccia, mentre il suo sguardo è rivolto a Maria, poco prima affidatale da Gesù morente sulla Croce.
In alto tre angeli, sorretti da nuvole, altra reminiscenza correggesca, chiudono la composizione. 
La tela è caratterizzata da uno sviluppo in diagonale, descritto dal corpo di Gesù, che avvicina la scena al riguardante, accrescendone la capacità di resa emozionale.
La disposizione in diagonale fa sì che lo spigolo vivo della pietra su cui giace Cristo deposto perfori lo spazio pittorico per entrare in quello reale. Accorgimento che anticipa la medesima soluzione seguita dal Caravaggio nella sua celeberrima Deposizione per la chiesa Nuova. 
Dall'opera sono state tratte alcune incisioni ed alcune copie, tra le quali quella di Francesco Naselli, pittore ferrarese, attualmente custodita nella biblioteca comunale di Mantova.

## Galleria d'immagini

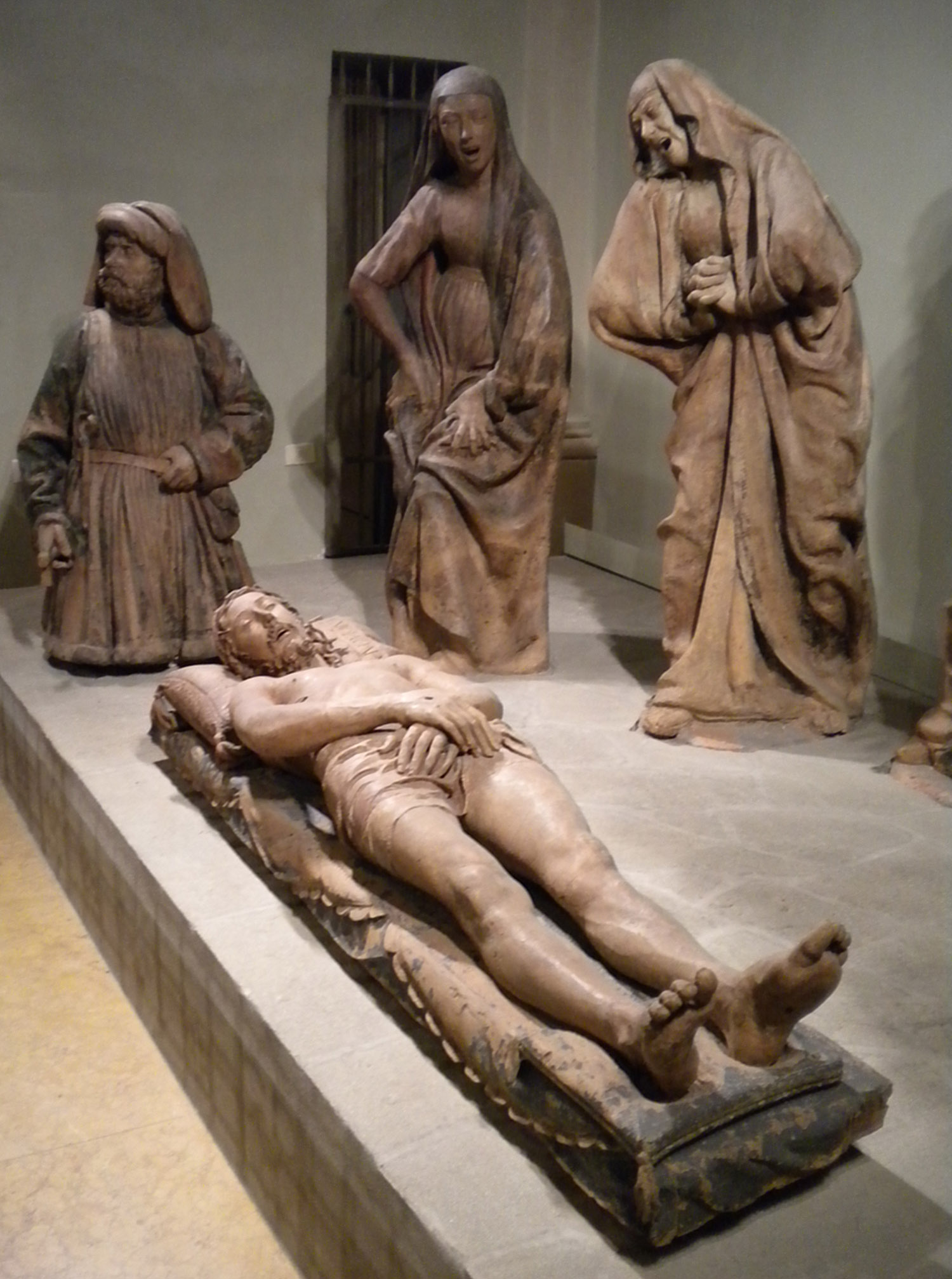
Niccolò dell'Arca, Compianto sul Cristo morto (dettaglio),1463-1490, Bologna, Santuario di Santa Maria della Vita
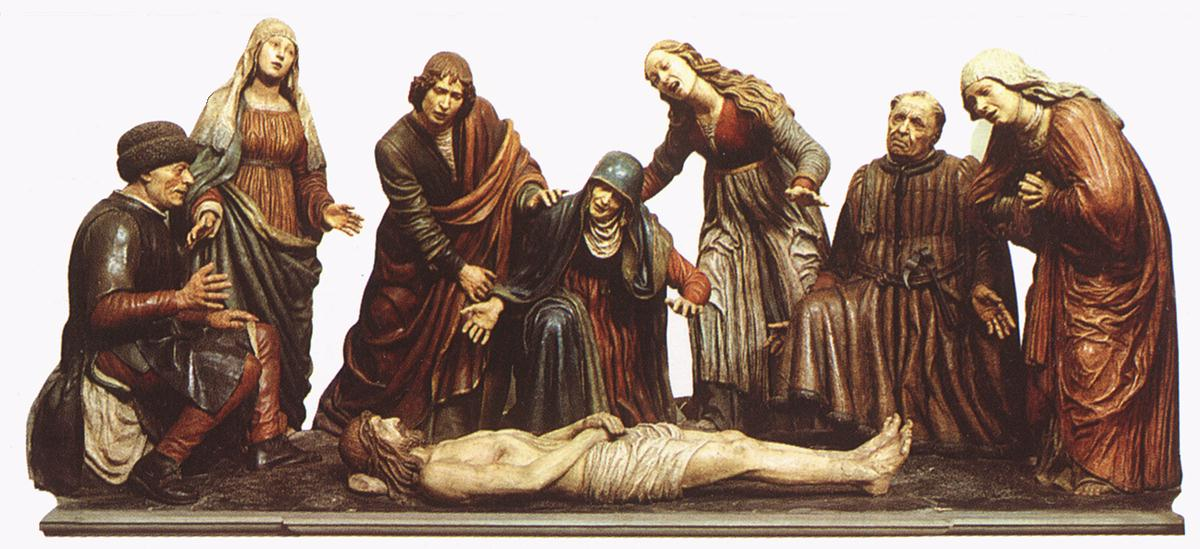
Guido Mazzoni, Compianto, 1476-1479, Modena, Chiesa di San Giovanni Battista
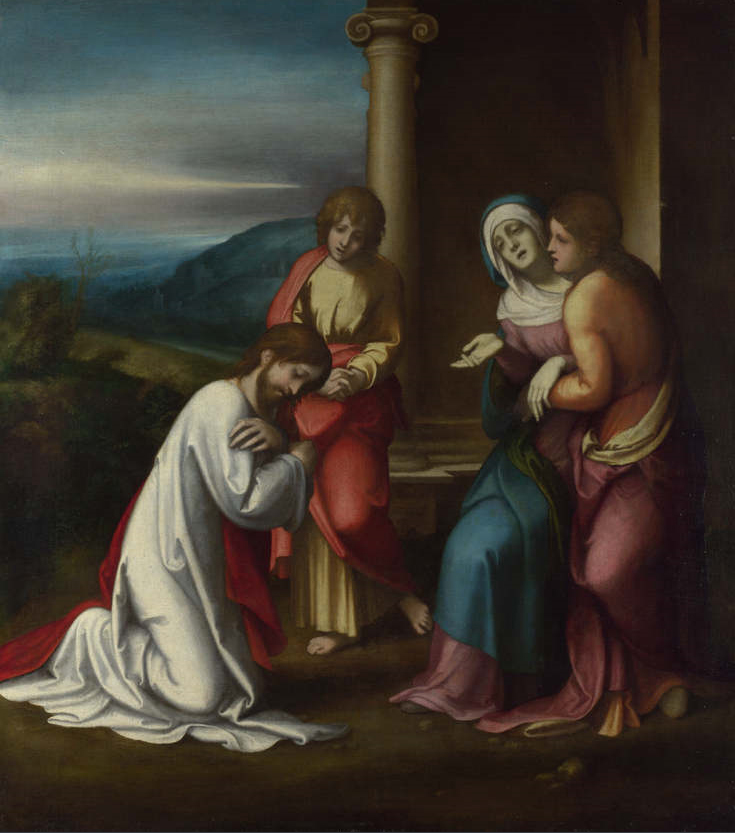
Correggio, Commiato di Cristo dalla madre, 1513 ca., Londra, National Gallery
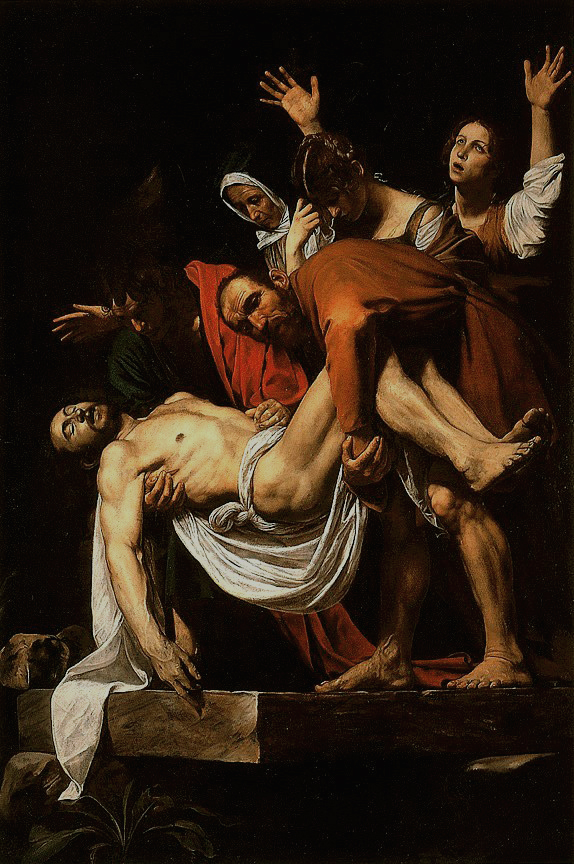
Caravaggio, Deposizione, 1602-1604., Città del Vaticano, Pinacoteca Vaticana